# Ajay Banga
Ajaypal Singh Banga ou Ajay Banga, né le 10 novembre 1959 à Pune en Inde, est un chef d'entreprise américain d'origine indienne.
Depuis le 2 juin 2023, il est le président de la Banque mondiale pour un mandat de 5 ans. Il est également vice-président de General Atlantic depuis le 1er janvier 2022. Entre 2010 et 2022, il dirige la multinationale Mastercard. Le magazine Time l'a mentionné dans sa liste des 100 personnes les plus influentes de l'année 2024.

## Biographie

### Origines
Ajay Banga est né le 10 novembre 1959 dans le cantonnement de Khadki à Pune, dans l'État de Bombay en Inde (aujourd'hui dans le Maharashtra), dans une famille sikh.
Sa famille est originaire de Jalandhar, au Pendjab. Son père, Harbhajan Singh Banga, est un lieutenant-général à la retraite qui a servi dans l'armée indienne. Il est le frère cadet de l'homme d'affaires M. S. Banga,.
Ajay Banga a été naturalisé citoyen américain en 2007.
Vindi Banga, le frère de Ajay Banga est membre du conseil d'administration du magazine libéral The Economist.

### Études
Ajay Banga fait ses études à la St. Edward's School à Shimla, et à la Hyderabad Public School à Hyderabad. Il a ensuite obtenu un Bachelor of Arts (Honours) en économie au St. Stephen's College à Delhi, puis un PGP en gestion (équivalent du MBA) à l'Indian Institute of Management à Ahmedabad,,.
Ajay Banga a été naturalisé citoyen américain en 2007.

## Carrière professionnelle
Ajay Banga commence sa carrière chez Nestlé en 1981 et passe les 13 années suivantes à occuper des postes dans la vente, le marketing et la gestion générale. Il rejoint par la suite PepsiCo et participe au lancement de ses franchises internationales de restauration rapide en Inde au moment de la libéralisation de l'économie.
Ajay Banga s'intéresse aux questions de développement social et, de 2005 à la mi-2009, il est le fer de lance de la stratégie de Citi dans le secteur de la microfinance à travers le monde. En 2020, il est élu président de la Chambre de commerce internationale (ICC), succédant à Paul Polman. Il occupait auparavant le poste de premier vice-président de l'ICC depuis juin 2018.
Mastercard annonce en avril 2010 qu'Ajay Banga, précédemment son directeur de l'exploitation, deviendrait président directeur général, à compter du 1er juillet 2010 et membre du conseil d'administration. Aja Banga succède ainsi à Robert W. Selander, qui était PDG depuis mars 1997.
Sa rémunération en 2020 est évaluée à 27,77 millions de dollars. Il est également président de la holding d'investissement Exor, basée aux Pays-Bas, et président du partenariat public-privé pour l'Amérique centrale avec la vice-présidente américaine Kamala Harris,,,.
Le 31 décembre 2021, Ajay Banga quitte Mastercard pour rejoindre General Atlantic et, le 1er janvier 2022, y prend la fonction de vice-président.
Le 23 février 2023, il est proposé par le président des États-Unis, Joe Biden, pour diriger la Banque mondiale. Seul candidat, il est nommé à ce poste et, le 2 juin 2023, il débute un mandat de cinq ans en tant que président du Groupe de la Banque mondiale,,.

### Carrière politique
En février 2015, le président Barack Obama le nomme membre du Comité consultatif du président pour la politique et les négociations commerciales.

## Autres activités
Ajay Banga est l'ancien président du Conseil des affaires américano-indiennes, qui représente plus de 300 des plus grandes entreprises internationales investissant en Inde, et membre du Conseil des affaires internationales du Forum économique mondial,,.

### Conseils d'administration de sociétés
- Exor, membre du conseil d'administration (depuis 2021)[22]
- Temasek Holdings, membre du conseil d'administration (depuis 2021)[23]
- Beyond Net Zero, membre du conseil consultatif[24]
- Dow Chemical Company, membre du conseil d'administration (jusqu'en 2021)[25]

### Organisations à but non lucratif
- Chambre de commerce internationale (CCI), président (depuis 2020)[10]
- Croix-Rouge américaine (ARC), membre du conseil des gouverneurs (depuis 2014)
- Economic Club of New York, vice-président du conseil d'administration[26]
- Peterson Institute for International Economics, membre du conseil d'administration[27]
- Commission trilatérale, membre
- American India Foundation, coprésident du conseil d'administration (2016)[28]

### Honneurs et autres activités
Le 22 mai 2014, Ajay Banga est l'orateur principal de la NYU Stern 2014 Graduate Convocation où il parle de l'importance de la diversité pour stimuler l'innovation et le leadership. Il a également été l'orateur principal de son alma mater, l'Indian Institute of Management Ahmedabad, lors de la convocation de la promotion 2015. Banga est un orateur régulier lors de diverses conférences sur les FinTech et diverses conférences sur le leadership. Il a également participé à l'émission Mad Money, animée par Jim Cramer le jeudi 6 novembre 2014,,.
Il a été vice-président du conseil d'administration du New York Hall of Science et membre du conseil d'administration de la National Urban League. Il était auparavant un parrain d'affaires du réseau du patrimoine africain de Citi - NYC. Banga a rejoint le conseil consultatif du fonds pour le changement climatique de General Atlantic, BeyondNetZero, en juillet 2021.
Le gouvernement indien a décerné à Ajay Banga l'honneur civil du Padma Shri en 2016.